# Pietro Marini
Pietro Marini (ur. 5 października 1794 w Rzymie, zm. 19 sierpnia 1863 tamże) – włoski kardynał.

## Życiorys
Urodził się 5 października 1794 roku w Rzymie, jako syn Francesca Saveria Mariniego i Irene De Dominicis. Studiował na La Sapienzy, gdzie uzyskał doktorat utroque iure. Po studiach został referendarzem Najwyższego Trybunału Sygnatury Apostolskiej, prałatem Jego Świątobliwości i audytorem Kamery Apostolskiej i Roty Rzymskiej. 27 maja 1844 roku przyjął święcenia kapłańskie. 21 grudnia 1846 roku został kreowany kardynałem diakonem i otrzymał diakonię San Nicola in Carcere. W 1852 roku został prefektem ds. ekonomicznych Kongregacji Rozkrzewiania Wiary, a sześć lat później – prefektem Trybunału Sygnatury Sprawiedliwości. Zmarł 19 sierpnia 1863 roku w Rzymie.